# 梅傑斯普萊斯 (內華達州)
梅傑斯普萊斯（英語：Majors Place）是位於美國內華達州白松縣的非建制地區。

## 地理
梅傑斯普萊斯所處的海拔為高於海平面1978米（即6490英呎），而該地所採用的時區為UTC-8，即太平洋时区（PST）。同時該地設有夏令時間，為UTC-8調快一小時，即UTC-7（PDT）。